# San Marcos kommun, Ocotepeque
San Marcos är en kommun i Honduras.   Den ligger i departementet Departamento de Ocotepeque, i den västra delen av landet, 190 km väster om huvudstaden Tegucigalpa. Antalet invånare är 14 029. Arean är 165 kvadratkilometer.
Terrängen i San Marcos är kuperad västerut, men österut är den bergig.